# Lívia Ventura
Lívia Ventura (født 18. januar 1987) er en kvindelig brasiliansk håndboldspiller som spiller for Madeira Andebol SAD og Brasiliens kvindehåndboldlandshold.
Hun repræsenterede Brasilien, da hun var blandt de udvalgte i landstræner Jorge Dueñas's endelige trup ved Sommer-OL 2020 i Tokyo, hvor holdet endte på en samlet 11. plads.